# Pinjaur
Pinjaur är en ort i Indien.   Den ligger i distriktet Panchkula och delstaten Haryana, i den norra delen av landet, 240 km norr om huvudstaden New Delhi. Pinjaur ligger 558 meter över havet och antalet invånare är 32 162.
Terrängen runt Pinjaur är varierad. Runt Pinjaur är det tätbefolkat, med 530 invånare per kvadratkilometer. Närmaste större samhälle är Chandigarh, 14,2 km sydväst om Pinjaur. Trakten runt Pinjaur består till största delen av jordbruksmark.